# Gua
Gua är en ort i Indien.   Den ligger i distriktet Pashchim Singhbhūm och delstaten Jharkhand, i den östra delen av landet, 1 100 km sydost om huvudstaden New Delhi. Gua ligger 392 meter över havet och antalet invånare är 11 388.
Terrängen runt Gua är kuperad åt nordväst, men åt sydost är den platt. Runt Gua är det ganska tätbefolkat, med 239 invånare per kvadratkilometer. Närmaste större samhälle är Bada Barabīl, 11,3 km söder om Gua. I omgivningarna runt Gua växer huvudsakligen savannskog.